# Marcus Porcius Cato Salonianus
Marcus Porcius Cato Salonianus (154 - ? v.Chr.) was de zoon van Marcus Porcius Cato Censorius maior uit diens tweede huwelijk met Salonia. Het agnomen Salonianus werd aan zijn naam toegevoegd om hem duidelijk te onderscheiden van zijn oudere halfbroer en naamgenoot Marcus Porcius Cato Licinianus. Op tweejarige leeftijd verloor Cato Salonianus zijn halfbroer Cato Licinianus (152 v.Chr). Enkele jaren later overleed ook zijn vader (149 v.Chr.) 
M. Porcius Cato Salonianus had twee zonen, Marcus Porcius Cato (II), vader van de befaamde Marcus Porcius Cato Uticensis minor, en Lucius Porcius Cato. Hij overleed tijdens zijn ambtstermijn als praetor.